# Henry Ramos Allup
Pour les articles homonymes, voir Ramos.
Henry Ramos Allup, né le 17 octobre 1943 à Valencia (État de Carabobo), est un homme politique vénézuélien.

## Biographie
Il est avocat.
Le 3 janvier 2016, il est élu président de l'Assemblée nationale,, et prend ses fonctions le 5 janvier 2016.
Le 16 juin 2020, le Tribunal suprême de justice décide de remplacer Isabel Carmona de Serra et Henry Ramos Allup, par José Bernabé Gutiérrez. Le 15 décembre 2022, le TSJ confirme cette décision après la tenue d'élections internes.